# فرنسوا جاكوب
فرنسوا جاكوب (François Jacob) طبيب وعالم فيزيولوجيا فرنسي. ولد في 17 يونيو 1920. تحصل على  جائزة نوبل في الطب لعام 1965.

## وصلات خارجية
- فرنسوا جاكوب على موقع الموسوعة البريطانية (الإنجليزية)
- فرنسوا جاكوب على موقع مونزينجر (الألمانية)
- فرنسوا جاكوب على موقع إن إن دي بي (الإنجليزية)